# Eucithara solida
Eucithara solida é uma espécie de gastrópode do gênero Eucithara, pertencente a família Mangeliidae.